# Conquista islamica dell'Egitto
Al tempo della conquista islamica dell'Egitto, questo faceva parte dell'Impero romano d'Oriente (anche detto Impero bizantino). Tuttavia, era stato occupato appena un decennio prima dalla Persia sasanide sotto Cosroe II (616-629) anche se poi l'Imperatore d'Oriente Eraclio era riuscito a liberare l'Egitto dagli invasori persiani.
L'Egitto cristiano all'epoca era diviso dal punto di vista religioso. Mentre i Bizantini sostenevano il duofisismo, secondo cui Gesù aveva due nature, una divina e una umana, in Egitto prevaleva il monofisismo, che sosteneva che Gesù aveva una sola natura: la parte divina e quella umana erano inseparabilmente unite. Sebbene il Concilio di Calcedonia, tenutosi nel 451, si fosse espresso a favore del duofisismo, l'Egitto era rimasto monofisita. Di conseguenza quando Eraclio riuscì a cacciare i Persiani dall'Egitto nel 629, egli iniziò a perseguitare i Copti che considerava, erroneamente, monofisiti, espellendo il loro patriarca.
Mentre in Egitto le controversie religiose continuavano, un esercito di circa 4 000 Arabi, condotti da ʿAmr b. al-ʿĀṣ, venne spedito dal Califfo ʿUmar b. al-Khaṭṭāb per diffondere l'Islam nella terra degli antichi faraoni. Gli Arabi giunsero in Egitto dalla Palestina nel dicembre 639 e avanzarono rapidamente fino a raggiungere il delta del Nilo. Le guarnigioni imperiali si ritirarono nelle città fortificate dove resistettero con successo per un anno o forse più; ma gli Arabi ottennero rinforzi e altri 5 000 soldati arrivarono in Egitto nel 640. Sconfissero quindi i Bizantini nella battaglia di Eliopoli. ʿAmr si diresse poi in direzione di Alessandria, che si arrese grazie a un accordo, firmato l'8 novembre 641. Sembra che i Tebaidi si arresero senza opporre resistenza in cambio di numerose concessioni.
     Sotto il Profeta Maometto, 622-632
     Sotto il Califfato dei Rāshidūn, 632-661
     Sotto il Califfato omayyade, 661-750

L'Età dei Califfi
Sotto il Profeta Maometto, 622-632
Sotto il Califfato dei Rāshidūn, 632-661
Sotto il Califfato omayyade, 661-750

La facilità con cui l'Egitto venne conquistato dagli Arabi viene spesso attribuita dagli storici al tradimento di Ciro,, l'arabo Muqawqis, che era il Patriarca di Alessandria melchita (cioè cristiano calcedoniano, quindi non copto), e l'incompetenza dei generali dell'esercito bizantino. Ciro aveva perseguitato i locali cristiani copti. Era stato uno degli artefici del monotelismo, un'eresia del VII secolo, e alcuni hanno supposto che si fosse segretamente convertito all'Islam.
Un tentativo per riconquistare Alessandria fu fatto dai Bizantini nel 645 ma la città venne ripresa da ʿAmr nel 646. Nel 654 l'Imperatore Costante II mandò la flotta bizantina a invadere l'Egitto ma questo attacco fu respinto dagli Arabi. Da allora i Bizantini non fecero nessun altro tentativo serio per riconquistare l'Egitto.
In cambio di un tributo in denaro e di cibo per le truppe occupanti, gli abitanti cristiani dell'Egitto non vennero costretti alla conversione all'Islam ed in quella regione non furono costretti a prestare servizio militare, consentito ai soli musulmani.  Gli Arabi continuarono a regnare sul paese fino alla caduta del califfato abbaside. Dopo ci fu una serie di dominazioni turche e curde fino al 1517; quando l'Egitto venne conquistato dagli Ottomani musulmani del Sultano ottomano Selim I.

## Invasione dell'esercito dei Rāshidūn

### L'esercito dei Rāshidūn attraversa il confine egiziano

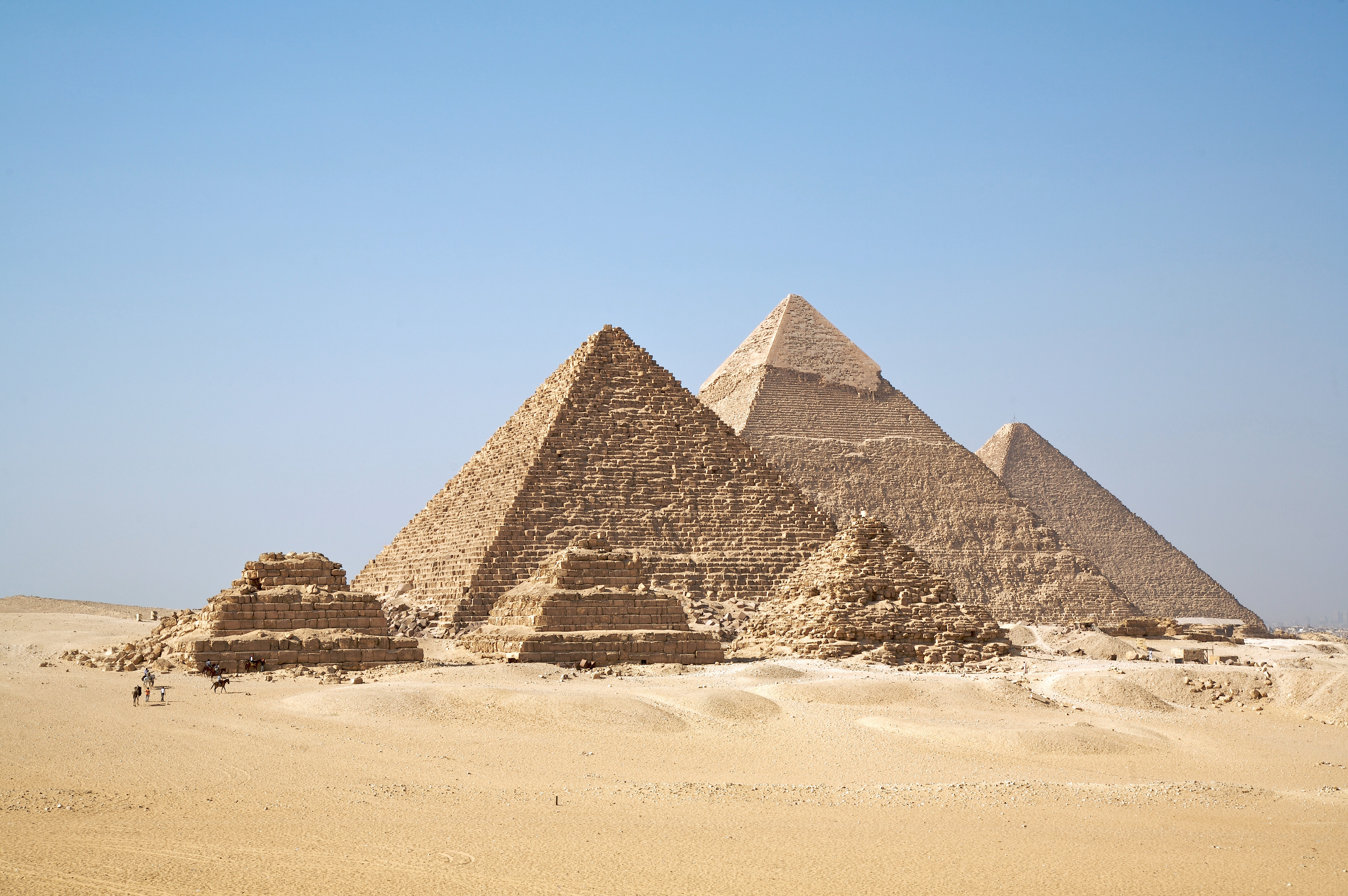
Le Piramidi di Giza nello stato attuale.

Nel dicembre 639 ʿAmr b. al-ʿĀṣ partì dalla Palestina, da lui occupata, per invadere l'Egitto, forte di 4 000 uomini. La maggior parte di essi apparteneva alla tribù araba di ʿAkk, sebbene al-Kindi menzioni che un terzo dei soldati apparteneva alla tribù araba di Ghāfiq. I guerrieri arabi furono rafforzati inoltre dall'arruolamento di alcuni Bizantini e Persiani convertiti all'Islam. Tuttavia, ʿUmar b. al-Khaṭṭāb, il califfo musulmano, ritenendo sconsiderato aspettarsi di riuscire a conquistare una regione vasta come l'Egitto con soli 4 000 soldati, scrisse una lettera ad ʿAmr, comandandogli di non mettere tra loro di mezzo il mare Aggiunse un post scriptum, in cui affermava:
Il messaggero, ʿUqba ibn ʿAmr, raggiunse ʿAmr a Rafah, poco distante dalla frontiera egiziana. Immaginando il contenuto della lettera, ʿAmr ordinò all'esercito di affrettare la loro marcia. Rivolgendosi a ʿUqba, ʿAmr disse che avrebbe ricevuto la lettera del califfo al termine del giorno di marcia. ʿUqba, non conoscendo il contenuto della lettera, accettò e marciò insieme all'esercito. L'esercito si fermò per la notte a Shajaratayn, una piccola valle presso la città di al-ʿArīsh, che ʿAmr sapeva essere oltre la frontiera egiziana. ʿAmr, dopo aver ricevuto e letto la lettera di ʿUmar, si consultò con i compagni sulle azioni da intraprendere. Essi all'unanimità decisero che, poiché avevano ricevuto la lettera in territorio egiziano, erano autorizzati a proseguire la spedizione. Al califfo, ʿAmr scrisse:
Quando ʿUmar ricevette la risposta, decise di attendere ulteriori sviluppi e nel frattempo cominciò a concentrare truppe fresche a Medina in vista di essere inviate in Egitto come rinforzi. Nel giorno della ʿĪd al-Aḍḥā, l'esercito musulmano marciò da Shajaratayn ad al-ʿArīsh, una cittadina senza guarnigione. La cittadina non oppose resistenza, e i cittadini offrirono fedeltà al califfo alle solite condizioni. I soldati musulmani celebrarono la festività dell'ʿĪd al-Aḍḥā in questo luogo.

### Caduta di Pelusium e Bilbays
Alla fine di dicembre 639 o all'inizio di gennaio 640, l'esercito musulmano raggiunse Pelusium, una città di guarnigione bizantina considerata la porta orientale d'Egitto dell'epoca. Dopo un assedio di due mesi, nel febbraio 640 un assalto condotto dal comandante Hudhayfa ibn Wala riuscì con successo ad espugnare la città. Armanousa, figlia di Ciro, che con fierezza resistette ai musulmani a Pelusium e cadde in ostaggio nelle loro mani, fu inviata a suo padre che si trovava nella fortezza di Babilonia.
Le perdite subite dall'esercito arabo furono compensate dall'aggregamento all'esercito musulmano di diversi beduini del Sinai, appartenenti alle tribù dei Rashida e dei Lakhm, che, prendendo l'iniziativa, si erano uniti agli invasori nella conquista dell'Egitto. La facilità con cui Pelusium cadde in mano musulmana, e la mancanza di rinforzi bizantini per liberare la città durante il lungo assedio è spesso attribuito al tradimento del Patriarca-governatore egiziano, Ciro d'Alessandria.
Dopo la caduta di Pelusium, i musulmani marciarono in direzione di Bilbays, a 40 miglia da Memphis, seguendo le vie del deserto, e la assediarono. Bilbays fu la prima fortezza egiziana in cui i Bizantini opposero qualche resistenza agli invasori arabi musulmani.
Due monaci cristiani, accompagnati da Ciro e dal generale bizantino Aretion, uscirono per negoziare con 'Amr ibn al-'As. Aretion era stato in precedenza il governatore bizantino di Gerusalemme, ed era fuggito in Egitto quando la Città Santa era caduta in mano musulmana. ʿAmr gli concesse tre alternative: convertirsi all'Islam, pagare la Jizya, o combattere i musulmani. Gli furono concessi tre giorni di tempo per riflettere, ma egli - come ricorda al-Ṭabarī - chiese ed ottenne due giorni di tempo in più. Allo scadere dei cinque giorni, i due monaci e il generale bizantino, disobbedendo a Ciro di Alessandria, che preferiva la resa e il versamento della Jizya, decisero di continuare a resistere agli Arabi. Ciro, di conseguenza, lasciò la città per fuggire a Babilonia, una fortezza dell'Egitto, mentre i due monaci e Aretion decisero di scendere in campo contro gli Arabi. La conseguente battaglia finì con la vittoria araba e l'uccisione di Aretion. ʿAmr ibn al-ʿĀṣ cercò quindi di convincere alla resa gli abitanti della città, ricordando il legame esistente tra Egiziani e Arabi per via del personaggio biblico Agar. Al rifiuto degli Egiziani, l'assedio di Bilbays proseguì per un mese fino alla caduta della città, avvenuta verso la fine di marzo 640. Con la caduta di Bilbays, gli Arabi erano ad appena un giorno di marcia dal Delta.

### Assedio di Babilonia

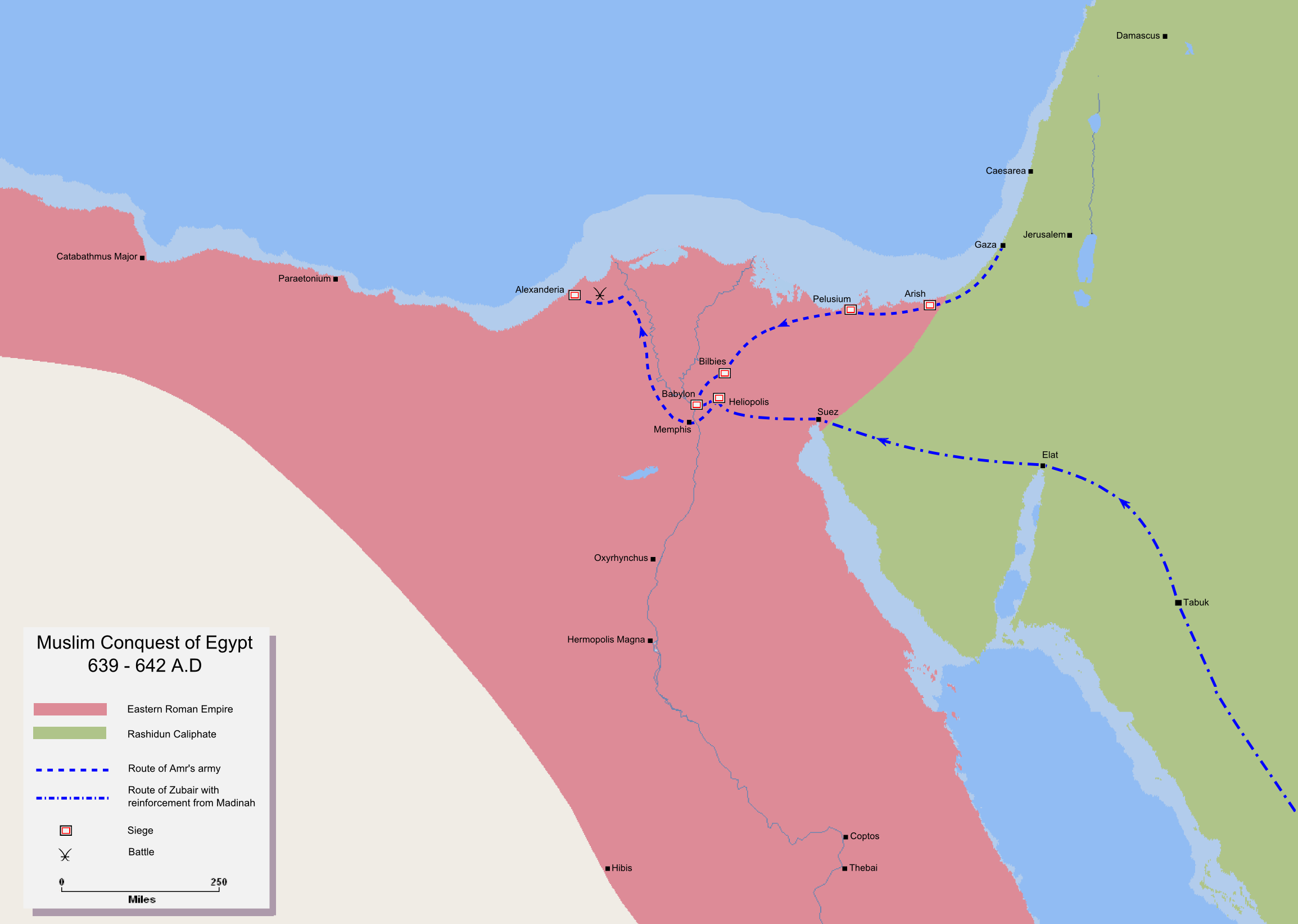
Mappa che descrive il percorso dell'invasione musulmana dell'Egitto.

ʿAmr riteneva che la conquista dell'Egitto sarebbe avvenuta in breve tempo, ma poi si rese conto che le sue previsioni erano errate. Persino a Pelusium e Bilbays, i musulmani avevano incontrato una certa resistenza: l'assedio di Pelusium era durato due mesi e quello di Bilbays un mese. A Babilonia, città di certo più grande e più importante delle due citate in precedenza, ci si doveva aspettare una resistenza su scala più larga. Dopo la caduta di Bilbeis i Musulmani avanzarono fino a Babilonia, presso l'odierna Cairo, che cominciarono ad assediare verso maggio 640. Babilonia era una città fortificata, le cui difese erano state rinforzate dai Bizantini in vista dell'assedio. Al di fuori della città, era stato scavato un fossato, mentre fu posizionato una grande forza nell'area tra il fossato e le mura cittadine. Il forte era una massiccia struttura alta 60 piedi con mura spesse più di 6 piedi e costellate da numerose torri e bastioni. I 4 000 soldati musulmani assaltarono la città per due mesi, ma tutti i loro assalti vennero respinti, anche a causa della superiorità numerica bizantina (alcune fonti islamiche narrano che l'esercito bizantino a difesa di Babilonia era circa sei volte più numeroso dell'esercito musulmano).
Intorno al maggio 640, ʿAmr aveva inviato un distaccamento per impadronirsi della città di Fayyum. I Bizantini avevano anticipato questa mossa, e avevano fatto fortemente presidiare le strade conducenti alla città. Avevano inoltre provveduto a fortificare la loro guarnigione nella città limitrofa di el-Lahun. Quando i musulmani compresero che Fayyum era troppo ben difesa da essere espugnata con facilità, si diressero verso il deserto occidentale dove si impadronirono di tutto il bestiame e degli animali che potevano prendere. Si diressero quindi a Ossirinco (Per-Medjed), che fu sconfitta. Gli Arabi ritornarono quindi in Basso Egitto seguendo il corso del Nilo.

#### Rinforzi da Medina
A luglio, ʿAmr scrisse a ʿUmar richiedendo rinforzi. Prima però che la lettera lo raggiungesse, il califfo aveva già inviato i primi rinforzi di 4 000 soldati. I rinforzi erano costituiti per lo più dai veterani che avevano conquistato la Siria. Persino con questi rinforzi, ʿAmr non riuscì ad ottenere successi. Nell'agosto 640, i preparativi di ʿUmar per l'invio in Egitto della forza di élite composta 4 000 soldati, erano stati completati. Essa consisteva di quattro colonne, ognuna della quale di 1 000 soldati e sotto uno specifico comandante, mentre il comando supremo dell'esercito fu affidato a al-Zubayr b. al-ʿAwamm, guerriero e comandante rinomato che aveva fatto parte della forza di élite di Khalid ibn al-Walid e aveva combattuto nella battaglia dello Yarmuk. 'Umar aveva infatti offerto a Zubayr il comando supremo e il governatorato dell'Egitto ma Zubayr aveva rifiutato l'offerta. Altri comandanti erano Miqdād b. Aswad al-Kindī, ʿUbāda b. al-Sāmit, e Khārija b. Hudhayfa. Questi rinforzi giunsero a Babilonia intorno a settembre 640, portando l'ammontare delle forze musulmane a 12 000 soldati, una forza sufficiente per riprendere l'offensiva.

#### Battaglia di Eliopoli
A dieci miglia da Babilonia si trovava Eliopoli, città dove si trovava il Tempio del Sole dei Faraoni, celebre per i suoi grandiosi monumenti e le istituzioni culturali. Vi era il pericolo che le forze bizantine a difesa di Eliopoli potessero attaccare dai fianchi i musulmani mentre si confrontavano con l'esercito bizantino posto a difesa di Babilonia. Con alcuni distaccamenti ʿAmr e Zubayr marciarono su Eliopoli, dove avvenne uno scontro tra cavallerie nei dintorni dell'attuale quartiere cairota di 'Abbasiyya. Anch'esso, tuttavia, non fu decisivo ma il risultato fu in ogni caso l'occupazione araba della città.
I soldati bizantini sconfitti si ritirarono o nella fortezza di Babilonia o a Nikiû. In un punto non controllato delle mura di Eliopoli, Zubayr e alcuni dei soldati scelti scalarono le mura della città (in modo simile a cosa fece Khālid durante l'assedio di Damasco) e, dopo aver sopraffatto le sentinelle, spalancarono le porte di Eliopoli all'esercito musulmano, consentendogli di conquistare la città. Dopo la conquista, ʿAmr e Zubayr ritornarono a Babilonia.

#### Occupazione di Fayyum e Babilonia
Quando le notizie della vittoria musulmana a Eliopoli raggiunse Fayyum, la sua guarnigione bizantina sotto il comando di Domenziano evacuò la città durante la notte e fuggì a Abuit. Da Abuit, fuggirono lungo il Nilo a Nikiu senza informare la popolazione di Fayyum e Abuit che stavano abbandonando le loro città al nemico. Quando tali notizie raggiunsero ʿAmr, ordinò a parte delle sue truppe di attraversare il Nilo e conquistare Fayyum e Abuit. La conquista musulmana delle due città e dell'intera provincia di Fayyum avvenne senza alcuna resistenza da parte dei Bizantini.
La guarnigione bizantina a Babilonia, divenuta più audace, cominciò a compiere sortite al di là del fossato, anche se con magri successi. La situazione di stallo a Babilonia perdurò fino a quando i comandanti musulmani non decisero di attuare un'ingegnosa strategia che permise loro di infliggere pesanti perdite ai Bizantini accerchiandoli da tre lati durante una delle loro sortite. I Bizantini furono in grado di ritirarsi nella fortezza ma ora erano troppo deboli per intraprendere una qualunque altra sortita offensiva. Ciò costrinse i Bizantini iniziare negoziati con i musulmani. Il generale bizantino Teodoro spostò i suoi quartieri generali sull'Isola di Roda, mentre Ciro di Alessandria, dagli Arabi chiamato "Muqawqis", entrò in negoziazioni con i musulmani, anche se invano. Dopo negoziati infruttuosi, i musulmani agirono il 20 dicembre, quando, in un assalto notturno, un reggimento condotto da Zubayr riuscì a scalare le mura, uccidere le guardie ed aprire le porte della città al loro esercito. La città di Babilonia cadde in mano musulmana il 21 dicembre 640, impiegando una tattica simile a quella impiegata da Khālid b. al-Walīd a Damasco. Tuttavia Teodoro e il suo esercito riuscirono a fuggire sull'isola di Roda nel corso della notte.

### Resa della Tebaide (Egitto sud-orientale)
Il 22 dicembre, Ciro di Alessandria firmò un trattato con i Musulmani. Il trattato riconosceva la sovranità musulmana indiretta sull'intero Egitto, e in modo diretto sulla Tebaide, e gli Egiziani accettarono di pagare la Jizya al prezzo di 2 dīnār per ogni adulto maschio. Il trattato, per essere valido, doveva ricevere l'approvazione dell'imperatore Eraclio, ma Ciro stabilì che, anche se l'imperatore avesse ripudiato il trattato, egli e i Copti, dei quali era il principale prelato, avrebbero continuato a rispettare le sue condizioni, riconoscendo la supremazia degli Arabi e pagando loro la Jizya. Ciro richiese a Eraclio di approvare le condizioni del trattato, fornendo inoltre dei motivi per cui, a suo parere, era conveniente accettarlo. Nel frattempo, anche ʿAmr, informò ʿUmar del trattato e richiese ulteriori istruzioni. Quando ʿUmar ricevette il rapporto scritto da ʿAmr, gli scrisse che avrebbe approvato il trattato se anche Eraclio lo avesse fatto. Desiderava che fosse immediatamente informato delle reazioni di Eraclio, in modo che potesse inviare prontamente le istruzioni necessarie.
Eraclio reagì con sdegno all'arrivo della notizia che Ciro aveva firmato un trattato con gli Arabi, non approvandolo e destituendolo dal governatorato dell'Egitto, anche se Ciro continuò a rimanere alla testa della Chiesa copta: questa era una questione in cui l'imperatore non poteva interferire. Eraclio inviò ordini rigorosi al comandante in capo delle truppe bizantine in Egitto di scacciare dall'Egitto gli Arabi. Quando Ciro informò ʿAmr che Eraclio aveva ripudiato il trattato di Babilonia, gli assicurò che i Copti avrebbero seguito le condizioni del trattato, ma quando ʿAmr informò degli sviluppi ʿUmar, il califfo decise di attaccare i Bizantini e conquistare Alessandria prima che essi si potessero riprendere. Si narra che Ciro chiese tre favori ai musulmani, ovvero:
1. Non rompere il trattato con i Copti;
2. Nel caso i Bizantini, dopo aver ripudiato il trattato, avessero implorato la pace, di non accettarla, ma di trattarli come prigionieri e schiavi
3. Chiese inoltre di essere sepolto nella Chiesa di S. Giovanni ad Alessandria.[3][24]

Anche se alcuni Copti continuarono a sostenere i Bizantini, le simpatie dei Copti erano ora per i musulmani: anche se non combatterono al fianco degli Arabi contro i Bizantini, li aiutarono rifornendoli di provviste, costruendo strade e ponti per essi, e fornendo loro sostegno morale.

### Marcia verso Alessandria

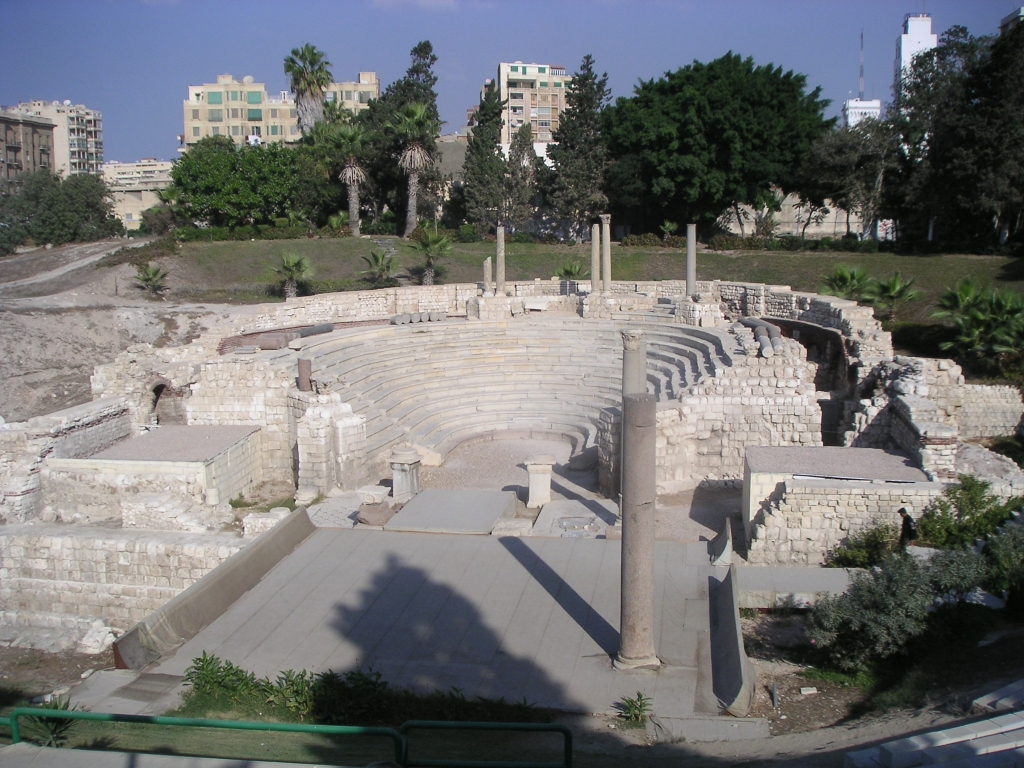
Antichi teatri romani ad Alessandria.

I comandanti bizantini, sapendo che l'obbiettivo successivo dei Musulmani sarebbe stato Alessandria, si prepararono in vista del previsto assedio arabo della città. La loro strategia era difendere Alessandria dai musulmani assalendo l'esercito nemico con continue sortite e attacchi dal forte, indebolendolo quindi dal punto di vista fisico e morale. Nel febbraio 641, ʿAmr partì per Alessandria da Babilonia con il suo esercito. Lungo la strada che da Babilonia conduceva ad Alessandria, i Bizantini avevano lasciato dei reggimenti per ritardare l'arrivo, e se possibile, infliggere perdite ai musulmani in avanzata.
Durante il terzo giorno di marcia, l'avanguardia musulmana si scontrò con un distaccamento bizantino nei pressi di Tarnut, sulla riva occidentale del Nilo. I Bizantini fallirono ad infliggere pesanti perdite agli Arabi, ma riuscirono a ritardarne l'avanzata di più di un giorno. I comandanti musulmani decisero di far fermare l'armata principale a Tarnut e inviare l'avanguardia di cavalleria in avanti per liberare la via da eventuali distaccamenti bizantini. La tattica ebbe successo, permettendo all'armata principale di raggiungere Alessandria il più presto possibile senza subire ritardi a causa di attacchi bizantini lungo la via. A venti miglia da Tarnut, il distaccamento bizantino che si era ritirato da Tarnut il giorno prima, si unì al reggimento già presente a Sharik, attaccando e mandando in rotta l'avanguardia musulmana.
Il giorno successivo, prima che i Bizantini potessero riprendere l'offensiva e annientare completamente l'avanguardia musulmana, arrivò la principale armata musulmana, che spinse i Bizantini al ritiro. A questo punto, i comandanti musulmani decisero di non inviare più in avanti un'avanguardia, così l'intero esercito marciò in avanti, a partire dal giorno successivo.
I musulmani raggiunsero Sulteis, dove si scontrarono con un distaccamento bizantino, vincendolo dopo una dura lotta e costringendolo a ritirarsi ad Alessandria. Dopo essersi fermati per un giorno a Sulteis, a circa due giorni di marcia da Alessandria, i musulmani, dopo un giorno di marcia, raggiunsero Kirayun, a venti miglia da Alessandria, dove la loro avanzata fu fermata da un distaccamento bizantino di circa 20 000 soldati. La strategia dei Bizantini era sconfiggere gli Arabi prima che raggiungessero Alessandria, o indebolirli il più possibile prima del loro arrivo. Lo scontro tra i due eserciti si protrasse in modo non decisivo per dieci giorni, fino a quando il decimo giorno della battaglia i musulmani lanciarono un vigoroso assalto, che permise loro di sconfiggere i Bizantini, costretti a ritirarsi ad Alessandria, il cui assedio arabo cominciò nel marzo 641.

### Conquista di Alessandria e caduta dell'Egitto
I Musulmani cominciarono l'assedio di Alessandria nel marzo 641. La città era pesantemente fortificata: vi erano mura dentro le mura, e forti dentro i forti. Non vi era carenza di provviste nella città, che disponeva inoltre di accesso diretto al mare, da cui potevano arrivare in ogni momento provviste e soldati da Costantinopoli.
ʿAmr comprese che l'espugnazione di Alessandria non sarebbe stata un compito agevole. I Bizantini, pronti ad opporre una decisa resistenza ai musulmani, montarono catapulte sulle mura della città, e queste macchine d'assedio bersagliarono di massi i musulmani, causando considerevoli perdite all'esercito nemico. Ciò spinse ʿAmr ad ordinare che i suoi uomini indietreggiassero in modo da uscire fuori dalla gittata delle catapulte. Seguì una guerra inconcludente: quando i musulmani provavano ad avvicinarsi alla città, erano costretti a indietreggiare dai massi scagliati dalle catapulte, mentre, quando i Bizantini compivano sortite fuori le mure, erano sistematicamente vinti e costretti a indietreggiare dai musulmani.
Si narra che Eraclio, l'Imperatore d'Oriente, raccolse un grande esercito a Costantinopoli, che intendeva condurre di persona ad Alessandria per liberare la città dagli Arabi, ma prima che potesse portare a termine i suoi piani, si spense. Le truppe radunate a Costantinopoli si dispersero, e conseguentemente nessun aiuto giunse ad Alessandria, demoralizzando gli assediati. L'assedio si protrasse per sei mesi, mentre a Medina ʿUmar, spazientendosi, destituì ʿAmr, sostituendolo con ʿUbayda, ed ordinandogli di espugnare Alessandria. L'assalto di ʿUbayda questa volta ebbe successo e Alessandria fu espugnata dai musulmani nel Settembre 641. Migliaia di soldati bizantini vennero uccisi o fatti prigionieri mentre altri (tra soldati e commercianti) riuscirono a fuggire a Costantinopoli su navi ancorate al porto.
Ciro di Alessandria chiese la pace per conto degli Egiziani, e la sua richiesta fu accettata. Si narra che ʿAmr scrisse al Califfo ʿUmar:
La perdita permanente dell'Egitto lasciò l'Impero bizantino privo di un'importantissima fonte di cibo e denaro. A ciò seguì la definitiva conquista della Siria, e più tardi l'invasione dell'Esarcato d'Africa. Questo comportò che il Mar Mediterraneo, per così tanto tempo un "lago romano", era ora conteso tra due potenze: il Califfato dei Rashidun e l'Impero bizantino. L'Impero bizantino, malgrado le pesanti perdite subite, riuscì a conservare l'Anatolia, mentre le possenti mura di Costantinopoli (e il fuoco greco) lo avrebbero salvato, nonostante ben due assedi da parte degli Arabi della città (nel 674-678 e nel 717-718), dal fato dell'Impero sasanide.
Nel 645 Alessandria fu riconquistata dai Bizantini, guidati dal comandante della flotta Manuele, ma fu ripresa da ʿAmr nel 646. Da allora non fu più compiuto nessun tentativo serio da parte dei Bizantini di riconquistare l'Egitto.

## Invasione della Nubia
Nell'estate del 642, 'Amr ibn al-'As inviò una spedizione nel regno cristiano di Nubia che confinava con l'Egitto a sud, sotto il comando di suo cugino Uqba ibn Nafi' come raid preventivo per annunciare l'arrivo di nuovi governanti in Egitto. 'Uqbah ibn Nafi, che in seguito si fece un grande nome come conquistatore dell'Africa e condusse il suo cavallo nell'Atlantico, ebbe un'esperienza infelice in Nubia. Non fu combattuta nessuna battaglia campale, ma c'erano solo scaramucce e scontri casuali, il tipo di guerra in cui i Nubiani eccellevano. Erano abili arcieri e sottoposero i musulmani ad una spietata raffica di frecce, con il risultato che 250 musulmani persero gli occhi nei combattimenti.
La cavalleria nubiana mostrava una velocità notevole, ancor più della cavalleria musulmana. I nubiani avrebbero colpito duramente e poi sarebbero svaniti prima che i musulmani potessero riprendersi e contrattaccare. Le incursioni mordi e fuggi hanno messo a dura prova la spedizione musulmana. 'Uqbah lo riferì ad 'Amr, che ordinò ad 'Uqbah di ritirarsi dalla Nubia, ponendo fine alla spedizione.